# ゴールデンボーイズ
ゴールデンボーイズは、吉本興業東京本社（東京吉本、厳密には子会社のよしもとクリエイティブ・エージェンシー）で活動していたお笑いコンビ。東京NSC8期生。2008年12月結成。2017年2月解散。
コンビ解散後、うっほ菅原はお笑いコンビ「もぐもぐピーナッツ」のメンバーとして引き続きよしもと千葉県住みます芸人として活動中。

## メンバー
米田 裕勝（よねだ　ひろかつ、1978年4月5日 - ）
- 千葉県市川市出身
- 血液型：O型
- 身長:176cm
- 趣味：散歩、読書、夜景廻り、競馬、作詞作曲
- 特技：イタズラ、猥談、弾き語り、カポエィラ
- 2015年9月から2016年5月まで、原因不明の病気で長期入院をしていた[1]。

うっほ菅原（本名：菅原 俊介、1977年11月26日 - ）
- 山形県鶴岡市出身
- 血液型：O型
- 趣味：祭、花見、パワースポット巡り、日本史、ラーメン、サウナ
- 特技：スノーボード、ダンス、車、相撲、早食い
- 解散後、2018年4月にコンビ「もぐもぐピーナッツ」を結成し、引き続き千葉県を拠点に活動中。

## 概要
東京NSC8期生出身。結成は2008年12月25日。うっほからの熱烈なアプローチによって結成された。
2011年5月より、YNN（よしもとネタネットワーク）、あなたの街に住みますプロジェクトの企画により、千葉県住みます芸人として活動中。
2012年5月、日本初の役場職員芸人として千葉県印旛郡栄町を拠点に活動を開始。「栄町元気づくり特命課」という役職名を与えられた。課員は2人（うっほが課長、米田が課長補佐）である。
2017年2月19日をもって解散したことをお互いのツイッターにて発表。住みます芸人はうっほ菅原が単独で活動を継続する。

## 出演

### テレビ
- ものまね新人ウォーズ（TBSテレビ） - 2010年10月4日、うっほのみ
- 爆笑!ものまねウォーズ（TBSテレビ） - 2011年1月2日、うっほのみ
- JUMPキッズなわとびすと選手権（JCN市川）レギュラー ‐ 2011年
- 住みます芸人アカデミーSHOW！（関西テレビ） - 2012年3月31日
- デリスタ（ケーブルネット296） - 2012年8月～
- おじゃまします市町村街かどクイズ（チバテレビ） - 2012年8月31日
- 熱血BO-SO TV（チバテレビ） - 2012年12月1日
- ケンイチ（BS日テレ） - 2013年3月15日
- 熱血BO-SO TV（チバテレビ） - 2013年4月13日

### ラジオ
- RADIO SURPRISE!!（bayfm） - 2012年7月5日
- Saturday Gose On（エフエム東京） - 2012年10月6日
- RADIO SURPRISE!!（bayfm） - 2012年10月25日
- ひるどき情報ちば（NHK千葉FM） - 2012年11月28日
- MOZAIKU NIGHT~No.1 MUSIC FACTORY~（bayfm） - 2013年3月18日
- 森田健作 青春スピリッツ!（bayfm） - 2013年7月28日
- with you（bayfm） - 2013年8月12日
- with you（bayfm） - 2013年8月20日

### PV
- 勝って泣こうゼッ！（T-Pistonz+KMC）